# Peter Luo Beizhan
Peter (Paulus) Luo Beizhan (chiń. 駱北瞻; ur. 28 października 1911 w dystrykcie Tongliang, zm. 26 marca 2001) – chiński duchowny rzymskokatolicki, arcybiskup Chongqingu.

## Biografia
Kształcił się w seminarium w Chongqingu. 21 grudnia 1940 otrzymał święcenia prezbiteriatu. Po zwycięstwie komunistów w chińskiej wojnie domowej poddany prześladowaniom. W latach 1959–1982 był więziony.
14 maja 1993 w katedrze w Chongqingu przyjął sakrę biskupią z rąk biskupa Wanxianu Matthiasa Duana Yinminga. Miał uznanie zarówno papieża Jana Pawła II, jak i rządu w Pekinie. Urząd biskupi pełnił do śmierci 26 marca 2001.